# Bertha Barkhuff
Bertha Cunningham Barkhuff, verheiratete Bertha Del, später Bertha Byerly, (* 16. September 1917; † 19. Oktober 2001) war eine US-amerikanische Badmintonspielerin. 

## Karriere
Bertha Barkhuff gewann bei den 1937 erstmals ausgetragenen offenen US-Meisterschaften alle drei möglichen Titel im Damenbereich. 1938 siegte sie im Mixed mit Hamilton Law und im Dameneinzel. 1939 war sie noch einmal im Damendoppel mit Zoe Smith erfolgreich.

## Sportliche Erfolge
| Saison | Veranstaltung | Disziplin   | Platz | Name                              |
| ------ | ------------- | ----------- | ----- | --------------------------------- |
| 1937   | US Open       | Mixed       | 1     | Hamilton B. Law / Bertha Barkhuff |
| 1937   | US Open       | Damendoppel | 1     | Bertha Barkhuff / Zoe Smith       |
| 1937   | US Open       | Dameneinzel | 1     | Bertha Barkhuff                   |
| 1938   | US Open       | Mixed       | 1     | Hamilton B. Law / Bertha Barkhuff |
| 1938   | US Open       | Dameneinzel | 1     | Bertha Barkhuff                   |
| 1939   | US Open       | Damendoppel | 1     | Bertha Barkhuff / Zoe Smith       |